# مزونیاراد
مزونیاراد (به مجاری:  Mezőnyárád) یک منطقهٔ مسکونی در مجارستان است که در بورشود-آبااوی-زمپلن واقع شده‌است.